# Yavrudoğan, Manavgat
Yavrudoğan là một xã thuộc huyện Manavgat, tỉnh Antalya, Thổ Nhĩ Kỳ. Dân số thời điểm năm 2011 là 1.461 người.